# 咲良あい
咲良 あい（さくら あい、1984年11月10日 - ）は、日本の女性ファッションモデル、歌手、タレント。本名非公開。旧芸名は、朝倉さくら、旧旧芸名は朝倉ゆりか。

## 来歴
福岡県出身。2007年2月、白のメイド服姿で、秋葉原でストリートライブを始める。2008年9月からはアキバ系アイドル・メイドとして、『小悪魔ageha』のモデルとしても活動を開始。
朝倉さくらとして、また、同じく秋葉原を中心に活動していた有希とのユニット、Jelly Beansとして、定期的に秋葉原などでワンマンライブを実施する他、年に数回、フランス、ドイツなどのヨーロッパにも遠征し、Japan Expoなどに参加していた（Jelly Beansとしての活動は、Jelly Beansの項目を参照のこと）。
2010年7月、咲良あいに改名するとともに、GREEにて公式ブログを開始（2012年3月現在、ページ存在せず）。第2回「龍が如く　キャバクラ嬢役オーディション」の審査を経て、2011年6月発売のプレイステーション3用ゲーム『龍が如く OF THE END』にキャバクラ嬢役７人のうちの１人としてキャラ出演した。

## 出演

### テレビ番組
- アキバン!バン!バン!（2007年12月 - 2009年12月、チバテレ）

### テレビアニメ
- 屍姫 赫 第9話（2008年11月、UHFアニメ） - ミカ 役

### ゲーム
- PlayStation 3 用ソフト 龍が如く OF THE END（2011年6月9日、セガ） - キャバクラ嬢：咲良あいとして

## ディスコグラフィ

### コンピレーション
1. アキバイブル〜第1章〜
（パンプキンピザ 収録）
2007年10月19日発売 / ASCM-1001 / キャンディー・リップ・レコード
2. アキバイブル〜第2章〜
（かくれんぼ 収録）
2008年2月8日発売 / ASCM-1002 / キャンディー・リップ・レコード
3. Lantis presents スタ☆コレ
（秘密ドールズ 収録）
2009年8月14日発売 / LZM-2013 / ランティス

### シングル
1. 逃した魚は大きいぞ！
（DVD付き）
2008年4月9日発売
2. Candy Pop love☆
（DVD付き)
2009年1月21日発売
3. 桜
（通常版とDVD付きの2種類）
2009年3月27日発売
4. Antique
（DVD付き）
2009年12月16日発売

### アルバム
1. 天真爛漫
2009年4月29日発売